# Heizkraftwerk Tschaun
Das Heizkraftwerk Tschaun (russisch: Чаунская ТЭЦ) ist ein Kohlekraftwerk in der Stadt Pewek, an der Tschaunbucht im Autonomen Bezirk Tschukotka in Russlands Fernen Osten. Es ist die Hauptquelle der Wärmeversorgung in Pevek und stellt zusammen mit dem KKW Bilibino die Energieversorgung im elektrischen Inselnetz Tschaun-Bilibino sicher. Es gehört zu Tschukotenergo, das über Magadanenergo Teil der RusHydro-Gruppe ist und für die  Energieversorgung in Tschukotka zuständig ist. Im HKW sind 285 Angestellte beschäftigt (Stand 2017).

## Technischer Aufbau
Das Heizkraftwerk Tschaun arbeitet mit gekoppelter Strom- und Wärmeerzeugung. Die installierte Leistung des Kraftwerks beträgt 30 MW und die installierte thermische Leistung 115 MW (99 Gcal/h). Als Brennstoff wird importierte Steinkohle aus Jakutien verwendet, der Bedarf liegt bei etwa 60 kt pro Jahr. Die Hauptausrüstung des Kraftwerks umfasst:
- Turbosatz Nr. 1 (5 MW), Inbetriebnahme 1983,  Turbine P-5 (6)-35/5 mit Generator T2-6-2;
- Turbosatz Nr. 2 (10 MW), Inbetriebnahme 1980, Turbine K-10 (12)-35 mit Generator T2-12-2;
- Turbosatz Nr. 3 (12 MW), Inbetriebnahme 1987, Turbine PT-12-35/10M mit Generator T2-12-2UZ;
- Turbosatz Nr. 4 (1,5 MW), Inbetriebnahme 1971, Turbine AK-1,5 (4-4) mit Generator T2-4-2;
- Turbosatz Nr. 5 (1,5 MW), Inbetriebnahme 1975, Turbine AK-1,5 (4-3) mit Generator T2-4-2.

Das Kraftwerks verfügt über eine Sammelschiene, die die Hauptdampfleitungen von den Kesseln aggregiert. Der Dampf für die Turbineneinheiten wird von einem Kessel TS-30 (Bj. 1961, 30 t/h), zwei Kesseln E-50-40 (Bj. 1992 / 1985, je 50 t/h) und einem Kessel PK-50-40 (Bj. 1967, 50 t/h) erzeugt. Es gibt auch drei Dieselgeneratorsätze (Typ 15 D100) mit einer Leistung von je 1,5 MW als Reserve, die 1990 installiert wurden und nicht in der nominellen Kapazität der Anlage enthalten sind. Der elektrische Netzanschluss erfolgt mit einer Freifeld-Schaltanlage von 110/35/6 kV über die folgenden Stromleitungen:
- 110-kV-Freileitung HKW Tschaun – Umspannwerk Süd (und weiter zum KKW Bilibino), 2 Stromkreise;
- 35-kV-Freileitung HKW Tschaun – Umspannwerk Süd;
- 35-kV-Freileitung HKW Tschaun – Umspannwerk Lagune.

## Geschichtliche Entwicklung
1942 begann Dalstroy Trust, ein Unternehmen das Zinnerze förderte, in Pewek mit dem Bau eines Dieselkraftwerks, welches die Wurzeln des heutigen Heizkraftwerks Tschaun darstellt. Die ersten beiden Dieselgeneratoren mit einer Leistung von je 440 kW wurden am 20. Mai 1944 in Betrieb genommen, und die Anlage erhielt den Namen Kraftwerk Pewek. Bis 1948 wurde die Kapazität des Kraftwerks auf 3,75 MW erhöht. Ab 1949, nach der Installation von zwei Dampfkesseln (je 10 t/h) und zwei Turbineneinheiten mit einer Leistung von je 1 MW, begann das Werk nicht nur Strom, sondern auch Nutzwärme zu produzieren. Anfangs bestand die Ausrüstung aus einer phantasievollen Mischung aus verschiedenen einheimischen und importierten Einheiten - Trophäen, die man per Lend-Lease erhalten hatte. Das Heizkraftwerk vergrößerte ständig seine Kapazität und im Jahr 1967 wurde das Kraftwerk, das zu diesem Zeitpunkt seinen Namen in Regionalnetz Tschaun (ru: Чаунскую РЭС) geändert hatte, durch zwei Antriebsstränge verstärkt sowie durch eine 110-kV-Leitung mit Bilibino verbunden, was zur Bildung des Inselnetzverbundes Tschaun-Bilibino führte.
Im Jahr 1976 erhielt die Anlage ihren heutigen Namen - HKW Tschaun. Aufgrund der wachsenden Bergbauindustrie in Tschukotka und des gestiegenen Energieverbrauchs in den 1980er Jahren wurde das HKW Tschaun modernisiert, veraltete und abgenutzte Ausrüstung wurde durch modernere und leistungsfähigere Geräte ersetzt. Seit Mitte der 1990er Jahre hat die elektrische Energieerzeugung im Werk aufgrund eines Rückgangs der Nachfrage deutlich abgenommen. Die Betriebsmittel des Heizkraftwerks Tschaun sind stark abgenutzt, in diesem Zusammenhang ist seine Stilllegung nach Fertigstellung des neuen Heizkraftwerks mit einer Leistung von 36 MW geplant, dessen Baubeginn vorläufig für 2026 vorgesehen ist. Die neue Anlage wird zur Versorgungssicherheit im Verbundsystem Tschaun-Bilibino beitragen und die Akademik Lomonossow unterstützen. Das alte Heizkraftwerk soll teilweise eingemottet werden (Kaltreserve), der Rest wird abgebaut.